# Кастилія і Леон
Кастилія і Леон, або Кастилія-Леон (ісп. Castilla y León) — автономне співтовариство (автономна область) на північному заході Іспанії. Столиця — Вальядолід.

## Географія
Територія 94 223 км² (1-е місце). Велику частину території займає Месета.
В північній частини знаходяться Кантабрійські гори, на півдні розташовується Центральна Кордильєра.

## Адміністративний устрій
До складу Кастилії і Леона входять 9  провінцій.
| Провінція  | Адм. центр | Населення, чол. (2011) | Площа, км² |
| ---------- | ---------- | ---------------------- | ---------- |
| Авіла      | Авіла      | 172 704                | 8050,15    |
| Бургос     | Бургос     | 372 538                | 14 291,81  |
| Леон       | Леон       | 493 312                | 15 580,83  |
| Паленсія   | Паленсія   | 170 513                | 8052,51    |
| Саламанка  | Саламанка  | 350 018                | 12 349,95  |
| Сеговія    | Сеговія    | 163 171                | 6922,75    |
| Сорія      | Сорія      | 94 610                 | 10 306,42  |
| Вальядолід | Вальядолід | 532 765                | 8110,49    |
| Самора     | Самора     | 191 613                | 10 561,26  |